# فرودگاه سوگیمانورو
فرودگاه سوگیمانورو (به انگلیسی: Sugimanuru Airport) یک فرودگاه همگانی با کد یاتا RAQ است که یک باند فرود آسفالت دارد و طول باند آن ۷۵۰ متر است. این فرودگاه در کشور اندونزی قرار دارد و در ارتفاع ۷۴٫۶۳ متری از سطح دریا واقع شده است.